# رقص آفریقایی
رقص آفریقایی بیشتر به رقص آفریقای سیاه گفته می‌شود؛ این رقص‌ها هنگام اجرا ارتباط نزدیکی با فرهنگ و ترانه‌های آفریقایی دارند. این رقص برای جشن، مراسم‌های عمومی، دوستی و … در برخی کشورهای آفریقایی کاربرد دارد. رقص آفریقایی حالت‌های مختلفی دارد، که هر کدام از مناطق خاصی از آفریقا گرفته شدند.
عموما ساز‌های کوبه‌ای و درامز برای همراهی با‌ این رقص‌ بکار برده میشود. 
در این رقص پویایی بدن با ریتم خیلی مهم است.